# Babat (Babat Toman)
Babat is een bestuurslaag in het regentschap Musi Banyuasin van de provincie Zuid-Sumatra, Indonesië. Babat telt 4484 inwoners (volkstelling 2010).